# Революционен трибунал
Революционният трибунал (на френски: Tribunal révolutionnaire; неофициално Народният трибунал) по време на Френската революция е съд, създаден от Националния конвент с цел преследване на политически противници. В крайна сметка по време на якобинската диктатура се превръща в един от най-мощните двигатели на царството на терора.

## Създаване
Всъщност Революционен трибунал е създаден още на 17 август 1792 г. като временна мярка след щурма на Тюйлери. За да гарантира, че местните комитети не извършват произволни убийства и че спрямо заподозрени, обвинени в политически престъпления и държавна измяна, се провежда съдебен процес, Максимилиен Робеспиер предлага да бъде създаден нов трибунал с извънредни правомощия да налага смъртна присъда:с. 201. Този трибунал е осъдил на смърт двадесет и осем души за времето на работата си и е разпуснат през ноември 1792 г. с началото на процеса срещу Луи XVI. Изправените пред него са най-вече обикновени престъпници, а не политически затворници:с. 202
Революционният трибунал е възстановен по време на кризата в новата Френска република през пролетта на 1793 г. Тогава войната с Първата коалиция върви зле за Франция, а недостигът на храна се влошава:с. 325. Правителството предприема редица мерки в защита на целостта на републиката. На 24 февруари Конвентът решава да набере армия от 300 000 с декрет за масова мобилизация :с. 325, а на 9 март решава да изпрати свой специален представител (комисар) във всеки департамент :с. 326.
Дори и при тези обстоятелства първоначално Конвентът не възнамерява да възстанови Революционния трибунал. На 10 март след сериозни безредици по улиците на Париж Жорж Дантон с подкрепата на Робеспиер предлага именно това, но по-голямата част от депутатите не го подкрепят. След дълъг дебат, към полунощ Дантон успява да убеди мнозинството да гласува за предложението, след като припомня за септемврийските кланета отпреди няколко месеца. Той твърди, че ако няма трибунал, хората ще бъдат принудени сами да раздават правосъдие.:с. 235 „Нека да бъдем сурови, каза Дантон, за да не се налага хората да бъдат“. На тази основа депутатите окончателно се съгласяват, че в Париж трябва да бъде създаден Извънреден наказателен трибунал:с. 162 (Tribunal criminel extraordinaire), който получава официално име Революционен трибунал с декрет от 29 октомври 1793 г. 
Други мерки, предприети в отговор на кризата по същото време, включват официалното създаване на комитети за революционен надзор във всеки квартал:с. 328 и създаването на Комитета за обществено спасение на 6 април. :с. 331
Трибуналът трябва да разглежда случаите на предполагаеми контрареволюционни престъпления от цяла Франция. Той се състои от жури от дванадесет души – нововъведение във френското правосъдие, заимствано от английското право (въпреки че за Революционния трибунал журито е внимателно подбирано от политически надеждни активисти).:с. 162 В Трибунала има петима съдии, обществен прокурор и двама заместник-прокурори, всички номинирани от Конвента. Решенията на Трибунала са окончателни и не подлежат на обжалване. Председател първоначално е Монтане, но на 23 август 1793 г. е заменен от Херман. Фукие-Тенвил изпълнява функциите на обществен прокурор. Списъците на затворниците, които трябва бъдат изправени пред Трибунала, са подготвяни от гражданска комисия и се утвърждават съвместно от Комитета за обществена безопасност и Комитета за обществено спасение.
На 5 септември 1793 г. Конвентът обявява, че „терорът излиза на дневен ред“, и разделя Революционния трибунал на четири едновременно работещи състава, така че да се увеличи броят на делата, които той разглежда. Също така решава, че всички съдебни заседатели в Трибунала трябва да бъдат назначавани пряко от Комитета за обществена безопасност или Комитета за обща сигурност. Това решение е взето след новината, че бунтовниците в Тулон са предали града на британците, а в Париж от няколко дни има размирици.:с. 257 – 8

## Дейност
Едно от най-ранните дела в Трибунала завършва с най-известната оправдателна присъда. На 13 април 1793 г. жирондински депутати повдигат обвинение срещу Жан-Пол Марат. Важна стъпка в процеса е Конвентът да отнеме имунитета, ползван дотогава от членовете му (самият Марат е депутат). Делото срещу Марат не само се проваля, но два дни след началото му членове на Парижката комуна от своя страна завеждат дело в Трибунала срещу 22 изтъкнати жирондинци. Това дело е отхвърлено, но важен е прецедентът, че членове на Конвента могат да бъдат съдени от Трибунала и в крайна сметка това довежда до осъждане и екзекутирани на лидерите на жирондинците през октомври 1793 г. 
От създаването си до септември 1793 г. Трибуналът разглежда 260 дела и постановява 66 смъртни наказания. В резултат на това той е критикуван като неефективен от някои якобинци.  С приемането на Закона за подозрителните (17 септември 1793 г.) значително нараства броят на хората, хвърлени в затвора и очакващи да бъдат изправени пред съд. :с. 257 – 8 Между октомври 1793 г. и края на същата година Трибуналът издава 177 смъртни присъди.
Подобни Революционни трибунали функционират и в различните френски департаменти. На 16 април 1794 г. (27 жерминал година II) обаче Конвентът одобрява доклад на Сен Жюст, който предлага премахването на съществуващите революционни трибунали в провинцията и изисква всички заподозрени да бъдат изпращани в главния трибунал в Париж. :с. 417 На 21 май 1794 г. правителството решава терорът да бъде централизиран, като почти всички трибунали в провинциите са затворени и всички съдебни процеси се провеждат в Париж.  Провинциалните трибунали, на които е разрешено да продължат работата си, са в Бордо, Арас, Ним на юг, както и Арас и Камбре на север. 
След опита за убийство на членовете на Конвента Коло д’Ербоа на 23 май и Максимилиан Робеспиер на 25 май 1794 г., на 10 юни (22 прериал Година II) са приети така наречените Закони от 22 прериал на година II. Те ограничават продължителността на процеса в Революционния трибунал до три дни. :с. 426 Освен това те не разрешават на Революционния трибунал да призовава свидетели или да разреши адвокат-защитник. Съдебните заседатели трябва да вземат своето решение изцяло въз основа на тезата на обвинението и собствената защита на обвиняемия. Освен това новите закони ограничават Трибунала само до две възможни присъди – оправдателна присъда или смърт. :с. 837 И накрая, законът отменя всички предишни законодателни актове по същия въпрос. Без да е изрично споменато, това премахва имунитета на членовете на Конвента, които дотогава са били защитени от арест и е било необходимо самият Конвент да гласува, за да изпрати някой от членовете си на съд. 
Три дни след приемането на прериалските закони, гилотината е преместена извън Париж. Преди това тя стои на Плас дю Карусел, след това е преместена на Площада на Революцията, а след това отново на площада при Бастилията и по-късно на Плас дю Трон-Ренверсе. Тъй като Революционният трибунал ускорява темпото на екзекуциите, става непрактично да ги извърша в града:с. 427.